# 다카쓰카사 다카코
다카쓰카사 다카코(應司孝子, 게이초(慶長) 7년(1602년 5월) ~ 엔포(延宝) 2년 6월 8일(1674년 7월 11일))은 에도 막부 제3대 쇼군 도쿠가와 이에미쓰의 미다이도코로이다. 아버지는 내대신(内大臣), 좌대신(左大臣) 및 관백(関白) 등을 지냈던 다카쓰카사 노부후사(鷹司信房), 어머니는 삿사 나리마사(佐々成政)의 딸 데루코(輝子)이다. 혼리인(本理院)이라고도 불린다.

## 생애
겐나(元和) 9년(1623년) 8월, 2대 쇼군 도쿠가와 히데타다(徳川秀忠)가 은퇴한 이후 장남 이에미쓰는 세이이타이쇼군(征夷大将軍)의 선지를 받기 위해 교토로 상경하였다. 이 때 다카코는 에도에 내려가 히데타다의 정실이자 이에미쓰의 생모인 스겐인(崇源院)의 조카가 된다.
같은 해 12월 도쿠가와 가문으로 출가하여 간에이(寛永) 원년(1624년)에는 축언을 하고 성의 중심 건물로 들어갔다. 다음 해에 정식으로 혼례를 올리고 미다이도코로(御台所)가 된다.
간분(寛文) 4년(1664년)에 교토에 상경한 후 당시 상황이던 고미즈노오 천황(後水尾天皇)을 알현하였으며, 게이안(慶安) 4년(1651년) 이에미쓰의 사후 삭발하여 혼리인(本理院)으로 개명하였다.
향년 73세의 나이로 엔포(延宝) 2년(1674년) 사망한다. 묘소는 도쿄도 분쿄구의 고이시카와 덴즈우인(伝通院)이다.

## 에피소드
실질적인 부부 생활은 전무였다고 전해지는 만큼 이에미쓰와의 사이는 매우 좋지 않았다. 혼례 이후 얼마 지나지 않아 사실상 이에미쓰로부터 이혼 당한 뒤 별거의 형식을 빌어 미다이도코로의 정식 처소인 신코덴(新御殿)으로부터 내쳐져 나카노마루(中の丸)로 거처를 옮겼다. 이 때 칭호 또한 미다이도코로에서 「나카노마루 사마(中の丸様)」로 바뀌었다. 이후에도 후키가미의 히로시바에 설치된 저택에서 연금 생활을 계속 하는 등 이에미쓰가 살아 있을 당시에는 푸대접을 많이 받았다. 이에미쓰와의 사이에 후사는 없었다.
둘의 사이가 좋지 않았던 데에는 이에미쓰를 헌신적으로 기른 유모인 가스가노 쓰보네(春日局)와 이에미쓰의 생모 스겐인의 갈등이 증폭되는 과정에서 이에미쓰가 다카코를 스겐인의 사람으로 여겨 다카코에 대해 증오와 적대심을 품게 되었다는 설이나, 궁정 귀족인 다카코와 이에미쓰의 사이에서 후계자가 태어나면 교토의 황실과 조정의 힘이 증대할 것을 두려워한 가스가노 쓰보네가 작위적으로 부부사이를 나빠지도록 이간질했다는 설, 혹은 이에미쓰가 남색을 즐겼기 때문이라고 하는 설이 있지만 모두 확실하지 않다.
이에미쓰가 사망할 때, 유산으로써 다카코에게 주어진 것은 불과 오십 량 가량의 돈과 단 몇 개의 도구류뿐이라고 전해진다. 또한 측실과의 사이에서 자녀가 태어나면 이들을 정실의 양자로 입적하던 당대의 관습과 달리 다카코와 도쿠가와 이에쓰나(徳川家綱), 도쿠가와 쓰나요시(徳川綱吉)등 이에미쓰의 아들들과의 양자결연도 일절 되지 않았었기 때문에, 이에미쓰의 사후 다카코에게 모친에게 준하는 극진한 대우를 해 주었던 도쿠가와 이에쓰나는 다카코가 죽은 이후에 상복을 입을 수 없었다고 한다.

## 연기한 배우
- 미우라 마유미: 「핫토리반장·영의 군단」(후지텔레비, 1980년)
- 키시타 쿄코: 「그림자의 군단 III」(후지텔레비, 1982년)
- 사카구치 료코: 「대안쪽」(후지텔레비, 1983년)
- 나카타 요시코: 「풍운 에도성노도의 장군 도쿠가와 이에미쓰」(텔레비전 토쿄, 1987년)
- 나카타 요시코: 「카스가노 츠보네」(NHK, 1989년)
- 나카에 유리: 「아오이 도쿠가와 삼대」(NHK, 2000년)
- 키무라 다에: 「오오쿠 제１장」(후지텔레비, 2004년)